# Judo-Europameisterschaften der Frauen 1977
Die Judo-Europameisterschaften 1977 der Frauen fanden vom 1. bis zum 2. Oktober in Arlon statt.
Die Mannschaft aus dem Gastgeberland Belgien erkämpfte drei Medaillen, aber keine Goldmedaille. Edith Hrovat, Sigrid Happ und Catherine Pierre gewannen bei den dritten Europameisterschaften ihren dritten Titel, Christiane Kieburg konnte ihren Titel aus dem Vorjahr ebenfalls verteidigen.

## Ergebnisse
| Gewichtsklasse                 | Gold                | Silber                 | Bronze                                  |
| ------------------------------ | ------------------- | ---------------------- | --------------------------------------- |
| Superleichtgewicht (bis 48 kg) | Eva Hillesheim      | Annie Mazaud           | Edith Bouthemy José Homminga            |
| Halbleichtgewicht (bis 52 kg)  | Edith Hrovat        | Franka Luzzi           | Maria Vittoria Fontana Jeannine Peeters |
| Leichtgewicht (bis 56 kg)      | Sigrid Happ         | Rebecca Ljungbergh     | Vera van der Meulen Jeanine Meulemans   |
| Halbmittelgewicht (bis 61 kg)  | Ingrid Berg         | Carina Thomas          | Martine Rottier Andrea Hilger-Solbach   |
| Mittelgewicht (bis 66 kg)      | Gabriele Czerwinski | Marie-France Mill      | Annie Laure Suc Ute Drögekamp           |
| Halbschwergewicht (bis 72 kg)  | Catherine Pierre    | Concepción Costa       | Andrea Gerber Barbara Claßen            |
| Schwergewicht (über 72 kg)     | Christiane Kieburg  | Margit Schmutzer       | Muriel Samery Pia Olsson                |
| Offene Klasse                  | Jocelyne Triadou    | Maria Theresia Schroth | Christiane Kieburg Catherine Pierre     |

## Medaillenspiegel
| Rang | Land           | Gold | Silber | Bronze | Gesamt |
| ---- | -------------- | ---- | ------ | ------ | ------ |
| 1    | BR Deutschland | 5    | –      | 5      | 10     |
| 2    | Frankreich     | 2    | 1      | 5      | 8      |
| 3    | Österreich     | 1    | 2      | -      | 3      |
| 4    | Niederlande    | –    | 1      | 2      | 3      |
| 4    | Belgien        | –    | 1      | 2      | 3      |
| 6    | Italien        | –    | 1      | 1      | 2      |
| 6    | Schweden       | -    | 1      | 1      | 2      |
| 8    | Spanien        | –    | 1      | -      | 1      |
|      | Total          | 8    | 8      | 16     | 32     |